# De syv smaa Engle
De syv smaa Engle er en amerikansk stumfilm fra 1916 af Chester M. Franklin og Sidney A. Franklin.

## Medvirkende
- Jane Grey som Katie Standish.
- Tully Marshall som Oliver Putnam.
- Luray Huntley som Priscilla Standish.
- Charles West som Caleb Adams.
- Ralph Lewis som Dan Standish.